# Oscar Brenifier
Oscar Brenifier (Orano, 4 settembre 1954) è un filosofo francese.
Primo consulente filosofico in Francia, Oscar Brenifier, pseudonimo di François Bierre, ha creato un metodo di dialogo socratico molto stringente conosciuto a livello internazionale come "Metodo francese" o semplicemente "metodo Brenifier" in cui il cliente della consulenza viene sottoposto ad una serie di domande forti e stringenti fino tirar fuori dalla domanda iniziale problemi molto meno visibili di quelli inizialmente sospettati. 
Per ragioni filosofiche Brenifier ritiene che la sua biografia sia del tutto priva d'interesse e che solo il suo lavoro sia degno di nota.
Tiene seminari anche in Italia, a Canzo, in provincia di Como.